# Sayonara, Football
Sayonara, Football (さよならフットボール Sayonara Futtobōru?) es una serie de manga japonesa escrita e ilustrada por Naoshi Arakawa. Se publicó en serie en la revista E-no de Kodansha desde junio de 2009 hasta agosto de 2010, y se recopiló en dos volúmenes de tankōbon. La serie se publica en forma impresa y digital en América del Norte por Kodansha USA.
Una adaptación de película de anime de la serie por Liden Films, titulada Sayounara watashi no Cramer: First Touch, estrenada en junio de 2021 y que sirve que precuela de la serie de anime Sayonara Watashi no Cramer, este a su vez basado en la secuela homónima de Sayonara,Football.

## Formatos

### Manga
La serie está escrita e ilustrada por Naoshi Arakawa. Se publicó por entregas en la revista E-no de Kodansha del 20 de junio de 2009 al 20 de agosto de 2010. Sus capítulos fueron compilados a dos volúmenes tanqueōbon.
Kodansha EE. UU. publicó esta serie digitalmente e impresa.
La secuela de este manga se llama Sayonara Watashi no Cramer y comenzó a publicarse en mayo de 2016.

#### Lista de volumen
| N.º | Fecha de lanzamiento  | ISBN original          |
| --- | --------------------- | ---------------------- |
| 1   | 17 de febrero de 2010 | ISBN 978-4-06-375872-6 |
| 2   | 15 de octubre de 2010 | ISBN 978-4-06-375977-8 |

### Película
Se anunció una adaptación a una película de anime de este manga, titulada Sayonara Watashi no Cramer: First Touch (さ よ な ら 私 の ク ラ マ ー フ ァ ー ス タ ッ チ, Sayonara Watashi no Kuramā Fāsuto Tatchi). La película está animada por Liden Films, dirigida por Seiki Takuno, Natsuko Takahashi maneja la composición de la serie y Masaru Yokoyama compone la música. originalmente estaba programado para estrenarse el 1 de abril de 2021, pero se retrasó hasta el 11 de junio de 2021. El personal dijo que se debió a "circunstancias imprevistas", pero también expresaron la esperanza de que la pandemia del COVID-19 se contenga. Crunchyroll tiene la licencia de la película fuera de Asia. En el sureste asiático, Muse Communication tiene la licencia de la película.

## Recepción
La serie fue nominada al premio Mangawa en la categoría shōnen en 2017.
Caitlin Moore de Anime News Network elogió la serie, elogiándola por su "acción futbolística altamente técnica" y el tratamiento de las cuestiones de género en los deportes, mientras criticaba el arte de las caras. Koiwai y Takato de Manga News también elogiaron la serie, calificándola de "finamente presentada".